# 巴黎賭場

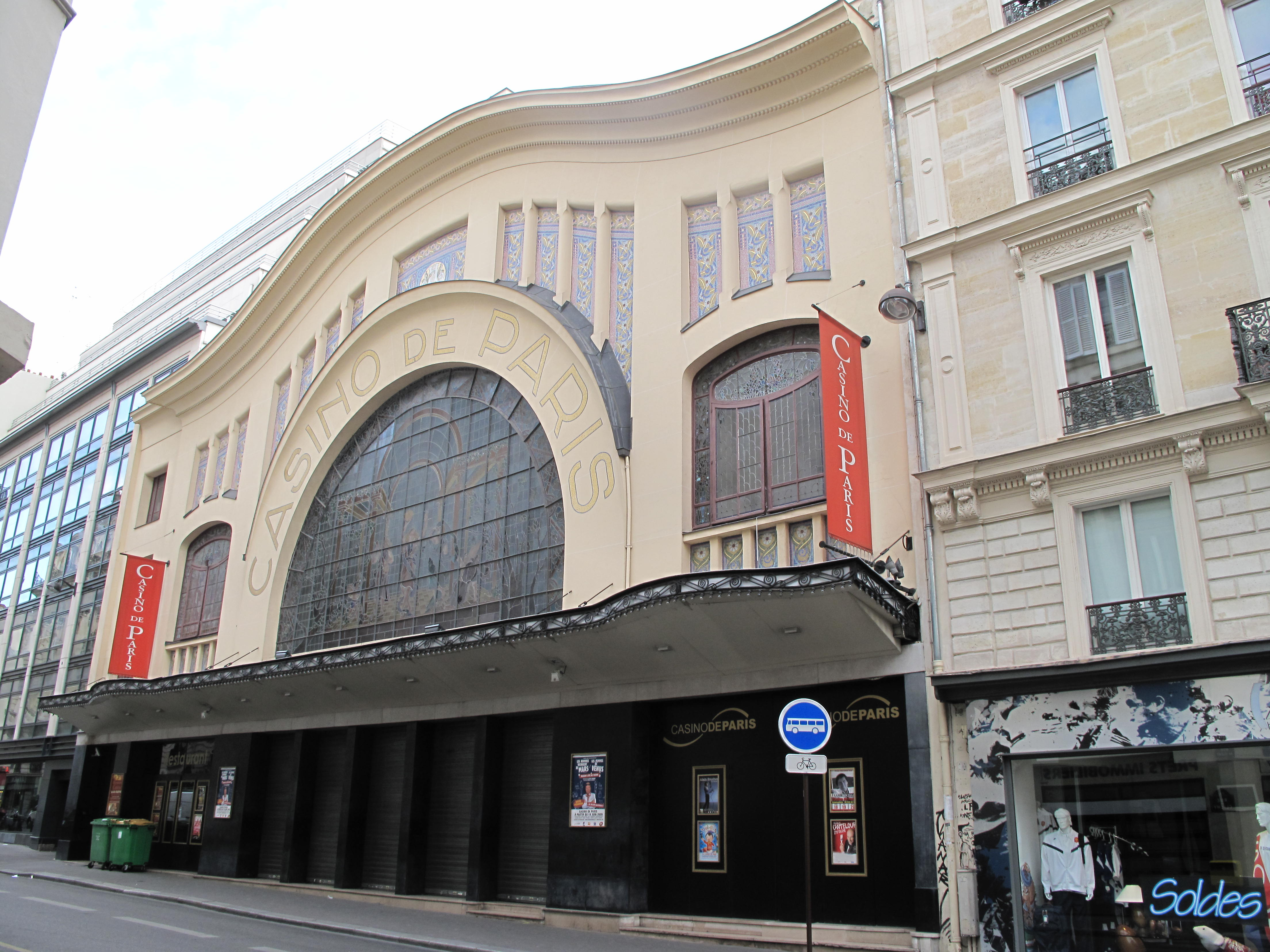
巴黎賭場的正门

巴黎賭場（Casino de Paris）是巴黎的一座建築，位於巴黎九區克利希街9號。雖然名為賭場，但巴黎賭場實際上是一個音樂廳。距離巴黎賭場最近的車站是奧夫埃斯蒂安-三一堂站。巴黎賭場所在地最早的建築修建於1730年。1880年後這裡曾是一個劇院的所在地。巴黎賭場開設於一戰開始時，當時是一個電影院和音樂廳。但一戰導致巴黎賭場的演出被迫中斷。許多著名藝人都曾在巴黎賭場演出過。